# Lagerstätte

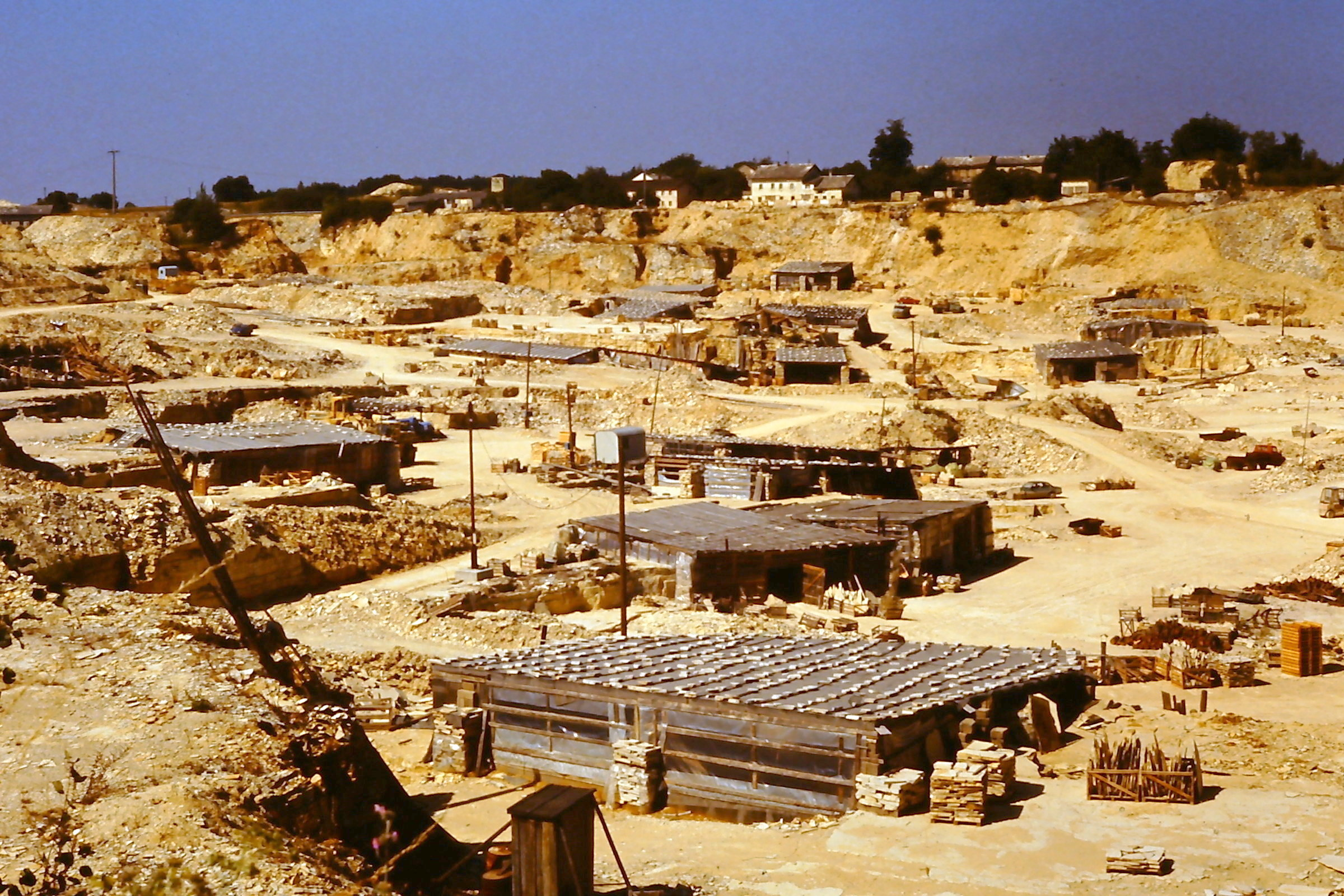
A solnhofeni litográf pala, az egyik legnevesebb lagerstätte. Itt nagy számban találhatunk a Jura időszak élővilágából leleteket.

A Lagerstätte, magyarul lelőhely olyan földtani képződmény, amiben nagy mennyiségű és jó megtartású fosszília található. Sok esetben nem csak a kemény, de a lágy részek is megőrződtek, így a paleontológiai kutatások szempontjából rendkívül nagy a jelentőségük.
A szó német eredetű, és egyszerűen tárolóhelyet jelent. Magyarra ugyan lelőhelynek fordíthatjuk, de ennél precízebb a jelentése. A lelőhelyen ugyanis egyszerűen csak találunk valamit, de a lagerstätte esetén kifejezetten jelentős, jól kivehető maradványokkal találkozhatunk. Jelenleg pontos magyar megfelelője sajnos nincs.

## Keletkezésük
A lagerstätte létrejöttéhez több tényező együttes jelenléte szükséges, méghozzá az egyedek pusztulását követően rövid időn belül. Éppen ez teszi olyan ritkává az előfordulását.
- A hullákat gyorsan temesse be üledék, hogy a dögevők pusztítását, illetve a lebomlási folyamatok alaktorzítását megakadályozza.
- Az oxigén jelenléte a lebontó szervezetek, azaz a gombák és egysejtűek elszaporodását segíti, tehát fontos, hogy az elpusztult szervezet környéke el legyen zárva előle. Ez tengeri eredet esetén könnyen, szárazföldön nehezebben megvalósuló körülmény, így magyarázható, hogy miért gyakoribbak a vízi lagerstättek.
- A szövetek gyorsan bomlanak, az ásványok csak igen lassan, ezért a megőrződéshez minél gyorsabb ásványosodás szükséges. Ennek egyik összetevője az oldott anyagokban gazdag, nedves környezet, ami szintén a vízi lelőhelyek kialakulását jellemzi.

A legjellemzőbb eredet a fentiek alapján a vízfenéki üledék, ahová iszap, azaz finom eloszlású anyag rakódik le, és ami a testeket elzárja az oxigéntől. Ezen kívül jellemző kialakulás lehet egy heves áradás vagy sárlavina, ahol szintén a lerakódó iszap hozza létre a lagerstättet, illetve szárazabb éghajlaton egy homokvihar. A kialakulás sajátosságai közé tartozik, hogy egy lagerstätte általában a környék összes fajának egyedeit tartalmazza.
A lagerstätte kialakulása révén az élőlényeknek tehát a lágy részei is megmaradnak, ez rendkívül értékessé teszi őket. A fosszíliák révén ugyanis betekintést nyerhetünk az élőlények testfelépítésébe, esetlegesen az életmódjukba is ebből következően.

## Jelentős lelőhelyek
Néhány fontosabb lelőhely adatait az alábbi táblázat tartalmazza:
| Megnevezés                 | Korszak     | Fontos fosszíliák                                  | Felfedezés éve                              | Felfedező!                |
| -------------------------- | ----------- | -------------------------------------------------- | ------------------------------------------- | ------------------------- |
| Csengcsiang pala           | Kambrium    | Haikouichtys                                       | 1984                                        |                           |
| Burgess-pala               | Kambrium    | Hallucigenia, Anomalocaris                         | 1909                                        | Charles Doolittle Walcott |
| Kaili formáció             | Kambrium    |                                                    |                                             |                           |
| Wheeler pala               | Kambrium    | Elrathia kingii, Naraoia                           |                                             | Charles Doolittle Walcott |
| Orsten                     | Kambrium    | Cambropachycope                                    | 1975                                        | Klaus Müller              |
| Hunsrück Slates            | Devon       | Euzonosoma tischbeiniana                           | 1862                                        | Ferdinand von Römer       |
| Mazon Creek                | Karbon      | Lepidodendron, Latzelia primordialis               |                                             |                           |
| Posidonia pala             | Jura        | Lepidotes elevensis, Stenopterygius crassicostatus | 1598                                        | Johannes Bauhin           |
| Solnhofen mészkő           | Jura        | Archaeopteryx lithographica                        | A középkor óta ismert                       |                           |
| Auca Mahuevo               | Kréta       | Fészkek, fészkelőhelyek                            | 1997                                        | Luis Chiappe              |
| Green River formáció       | Eocén       | Diplomystus, Sztromatolit                          | 1840                                        | S. A. Parker              |
| Messei olajpala            | Eocén       | Kopidodon, Allaeochelys crassesculpta              | A 20. század eleje                          |                           |
| Ashfalli fosszília medence | Miocén      | TEleoceras, Protohippus                            | 1971                                        | Michael Voorhies          |
| La Brea kátránytavak       | Pleisztocén |                                                    | 1901, de a tavakat már korábban is ismerték | William Warren Orcutt     |